# Янишевка
Янишевка (укр. Янишівка) — село, относится к Любашёвскому району Одесской области Украины.
Население по переписи 2001 года составляло 975 человек. Почтовый индекс — 66530. Телефонный код — 4864. Занимает площадь 5,471 км². Код КОАТУУ — 5123380604.
В Янишевке родился Дмитро Масловский - украинский военнослужащий, участвовавший в обороне Украины от вторжения России, погибший в 2024 году. Масловскому посмертно присвоено звание Героя Украины.

## Местный совет
66540, Одесская обл., Любашёвский р-н, с. Бобрик Первый